# موعد في المهجر
برنامج تلفزيوني يقدم على قناة الجزيرة الإخبارية من قطر، يركز البرنامج على شخصية الحلقة وهي شخصية عربية مغتربة في المهجر، ولكن هذا البرنامج يركز على أهل بلاد الشام والمصريين مع جزء قليل من أهل المغرب العربي.